# Congo nos Jogos Olímpicos
A República do Congo, competindo como Congo, participou pela primeira vez dos  Jogos Olímpicos em 1964, e tem enviado atletas para participarem da maioria das Olimpíadas de Verão desde então. Congo não participou dos Jogos de 1968 e boicotou os Jogos de 1976 junto com a maioria das outras nações africanas. Congo nunca participou dos Jogos Olímpicos de Inverno.
Até 2012, nenhum atleta do Congo havia conquistado uma medalha Olímpica.
O Comitê Olímpico Nacional do Congo foi criado em 1964 e reconhecido pelo COI no mesmo ano.